# (29680) 1998 XM27
A (29680) 1998 XM27 a Naprendszer kisbolygóövében található aszteroida. A LINEAR projekt keretében fedezték fel 1998. december 14-én.